# مواضيع مرتبطة (قوائم)
الخطوط العريضة، (بالإنجليزية: outline)‏ أو الملامح الأساسية لمخطط، وتسمى أيضا خطوط هرمية، هي قائمة مرتبة لإظهار العلاقات الهرمية، وهو نوع من البنية التفرعية. يتم استخدامها لتحديد النقاط أو المواضيع الرئيسية لموضوع معين، وغالبا ما تستخدم كمسودة أو ملخص لمضمون وثيقة.
كُتّأب المؤلفات الخبالبة والقصص الإبداعية قد يستعملون الخطوط العريضة لتحديد تسلسل القصة، ولتطوير شخصياتها والتسلسل الدرامي لها، وأحيانا باعتماد الكتابة الحرة.
يوصي دليل ميريام وبستر للكُتّأب والمحررين (1998، ص 290) بأن مجموع عناوين أقسام أي مقال ينبغي، عندما قراءتهم على حدى، يجب أن تتجمع لتشكل الخطوط العريضة للمحتوى المقال.
غارسون (2002) يميز بين الخطوط العريضة القساسية وبين الخطوط العريضة الهرمية. فالاولى عبارة عن فهرس للموايع، بينما الثانية فهي لائحة هرمية تصنيفي.
الخطوط العريضة الهرمية نادرة الاستعمال في الكتابة الكمية، ولذلك ينصح الباحثين بالتمسك باستعمال الخطوط العريضة القياسية الا إذا كان هناك أسباب واضحة لاعتماد الأسلوب الهرمي.

## تنظيم الخطوط العريضة
الخطوط العريضة هي قائمة عناصر، منظمة وفقا لمباديء ثابتة. يمكن تقسيم كل عنصر إلى عناصر فرعية إضافية. يجب أن يكون لكل مستوى تنظيمي من الخطوط العريضة على الأقل فرعين اضافيين وذلك بناء على توصيات معظم كتيبات أصول الكتابة الرئيسية الحالية.